# 실내, 저녁 식사 후
실내, 저녁 식사 후(프랑스어: Intérieur, Après dîner, 영어: Interior, after Dinner)는 프랑스 인상주의 화가 클로드 모네가 1868년~1869년 겨울에 그린 유화 작품이다. 현재 미국 워싱턴 D.C.의 내셔널 갤러리 오브 아트에 소장되어 있다.

## 역사
1868년 겨울 모네는 여자친구 카미유 동시외와 갓 태어난 아들과 함께 프랑스 에트르타에 머물고 있었다. 이 시기 모네는 《낚시배, 잔잔한 바다》, 《바다 위의 어선》, 《에트르타의 거친 바다》 등의 해양화 연작을 그리고 있었고 이어서 본인의 대표작으로 평가받는 《까치》를 완성했다.
이 작품은 늦은 밤을 배경으로 같은 시점의 또다른 작품인 《저녁 식사》 (프랑스어: Le Dîner)와 연계되는 작품이다. 모네의 전체 작품 가운데서도 야간 시간대의 실내를 그린 작품은 이 두 작품 뿐이며, 1868년작 《점심 식사》 (The Luncheon)의 습작으로 그렸을 가능성도 있다.

## 상세

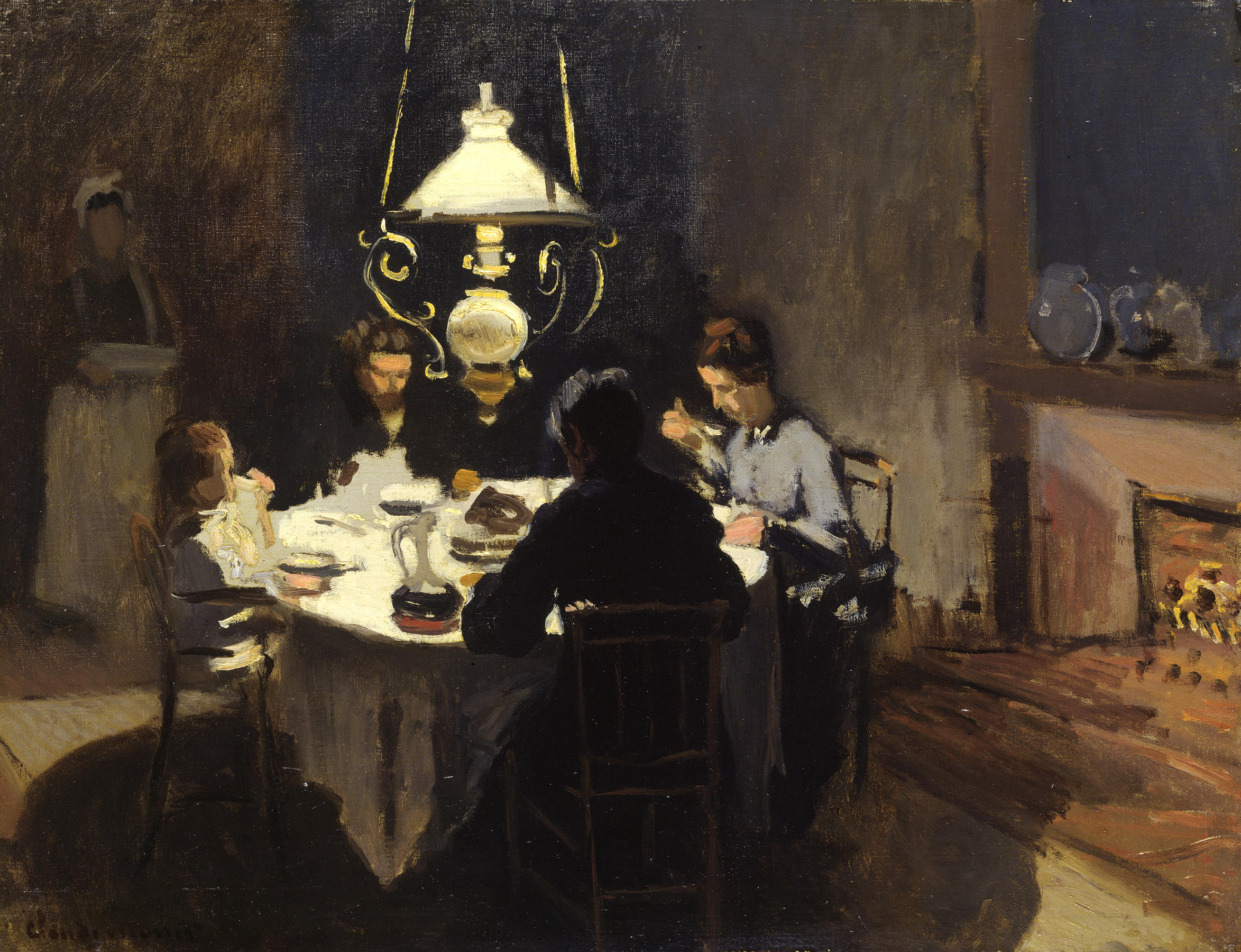
《저녁 식사》 (1868년~1869년), E. G. 뷔흘레 재단 소장

그림 속에는 테이블에 앉아 있는 두 여성과 서 있는 남성의 모습이 담겨 있다. 카미유 동시외는 회색 가운을 입고 있으며 작중 모습은 모네와 결혼하기 1년 전의 시점이다. 나머지 두 사람이 누구인지는 불분명한데, 영국 풍경화가 알프레드 시슬레와 그 아내가 되는 마리루이즈 아들레드외제니 시슬리 (Marie-Louise Adelaide-Eugenie Sisley)로 보기도 하나, 연계 작품인 《저녁 식사》에서는 이러한 모습이 더욱 흐릿해진다. 벽난로에 기댄 사람이 모네의 친구 프레데릭 바지유라고 보는 설도 존재한다.
미술사학자 홀리스 클레이슨은 이 그림에 대해 "조용한 사교 모임을 배경으로 천장 등불에서 확산되는 조명과 벽난로의 미묘함을 잔잔히 묘사하고 있는, 야간 실내를 묘사한 자연주의 회화의 모범적 사례"라고 평가했다.

## 같이 보기
- 클로드 모네의 작품 목록